# Dino Ferrari (peintre)
Pour les articles homonymes, voir Ferrari.
Dino Ferrari, né le 29 mai 1914 à Ascoli Piceno, dans la région des Marches en Italie, mort dans la même ville le 15 septembre 2000, est un peintre italien.

## Biographie
Dino Ferrari naît le 29 mai 1914 à Ascoli Piceno, dans le quartier de Santa Maria inter vineas, où son père possède un atelier d'ébénisterie. Très jeune il manifeste un intérêt pour l'art. Il resta fortement impressionné par une gravure de Gustave Doré illustrant le comte Ugolino de la Divine comédie de Dante, reproduite sur une carte postale dont il ne s'est plus jamais séparé. En 1925, il est l'élève de l'un des artistes ascoliens parmi les plus célèbres de son temps Egidio Coppola (1852-1928), un adepte du style « naturaliste » napolitain.
À la mort de Coppola, en 1928, Ferrari, qui dans l'intervalle s'est inscrit à l'Institut technique industriel, fréquente assidument les cours du soir de dessin artistique du professeur Aldo Castelli, et consacre de nombreuses heures dans la Pinacothèque civique, où il étudie les œuvres de peintres du XIXe siècle tels que Domenico (1815-1878) et Gerolamo Induno (1825-1890), Francesco Paolo Michetti (1851-1929), Antonio Mancini (1852-1930)  et Domenico Morelli (1823-1901).
Dino Ferrari meurt à Ascoli Piceno le 15 septembre 2000.

## Sources
- (it) Cet article est partiellement ou en totalité issu de l’article de Wikipédia en italien intitulé « Dino Ferrari (pittore) » (voir la liste des auteurs).